# Рихард фон Мизес
Рихард фон Мизес (на немски: Richard von Mises) е австрийски математик и физик, работил дълго и в Германия и Съединените щати.

## Живот
Рихард фон Мизес е роден на 19 април 1883 година в Лемберг, Галиция, в еврейско благородническо семейство на инженер. Негов по-голям брат е икономистът Лудвиг фон Мизес.
През 1907 година завършва Виенския технически университет, след което за кратко е асистент на Георг Хамел в германското Техническо висше училище – Бърно, а от 1909 година преподава приложна математика в Страсбургския университет.
Ентусиаст авиатор, след началото на Първата световна война, Фон Мизес е летец-изпитател в австро-унгарската армия, където конструира експериментални самолети. След войната преподава за кратко динамика на флуидите в Техническия университет – Дрезден, а през 1920 година оглавява новосъздадения Институт по приложна математика в Хумболтовия университет на Берлин. С идването на власт на националсоциалистите напуска Германия и от 1934 година оглавява катедрата по чиста и приложна математика в Истанбулския университет.
През 1939 година Рихард фон Мизес заминава за Съединените щати, където преподава в Харвардския университет, от 1944 година е професор по аеродинамика и приложна математика. През 1943 година се жени за дългогодишната си асистентка Хилда Гейрингер.
Рихард фон Мизес умира на 14 юли 1953 година в Бостън.

### Книги
- в съавторство с Philipp Frank, Heinrich Weber, Bernhard Riemann, Die Differential- und Integralgleichungen der Mechanik und Physik, 1925, 1930.
- Wahrscheinlichkeitsrechnung und ihre Anwendungen in der Statistik und theoretischen Physik, 1931.
- The critical external pressure of cylindrical tubes under uniform radial and axial load, (Translation of Kritischer Außendruck zylindrischer Rohre, 1917), U.S. Experimental Model Basin, Navy Yard, 1933.
- в съавторство с P. Frank, H. Weber and B. Riemann, Die Differential- und Integralgleichungen der Mechanik und Physik, 2nd expanded. ed., 2 vols. New York, Mary S.Rosenberg: 1943.
- в съавторство с William Prager и G. Kuerti, Theory of Flight, New York, McGraw-Hill, 1945.
- Rilke in English,: A tentative bibliography, The Cosmos press, 1947
- Notes on mathematical theory of compressible fluid flow, Harvard University, Graduate School of Engineering, 1948.
- On Bergman's integration method in two-dimensional compressible fluid flow, Harvard University, Graduate School of Engineering, 1949.
- On the thickness of a steady shock wave, Harvard University, Dept. of Engineering, 1951
- Positivism: A Study in Human Understanding, G. Braziller, 1956. ISBN 0-486-21867-8 (Paperback, Dover, 1968 ISBN 0-486-21867-8).
- Mathematical Theory of Compressible Fluid Flow Архив на оригинала от 2005-11-04 в Wayback Machine.. New York, Academic Press, 1958.
- Theory of Flight, New York, Dover, 1959. ISBN 0-486-60541-8
- Selected Papers of Richard von Mises, 2 volumes, AMS, Rhode Island, 1963, 1964.
- Mathematical Theory of Probability and Statistics, New York, Academic Press, 1964.
- Probability and Statistics, General, American Mathematical Society, 1964.
- в съавторство с K. O. Friedrichs, Fluid Dynamics, New York: Springer-Verlag, 1971. ISBN 0-387-90028-4
- в съавторство с Theodore Von Karman, Advances in Applied Mechanics, Academic Press, 1975. ISBN 0-12-002015-7
- Probability, Statistics and Truth, 2nd rev. English ed., New York, Dover, 1981. ISBN 0-486-24214-5
- Kleines Lehrbuch des Positivismus. Einführung in die empiristische Wissenschaftsauffassung, Suhrkamp, 1990. ISBN 3-518-28471-1
- в съавторство с Wolfgang Gröbner, Wolfgang Pauli, Österreichische Mathematik und Physik, Die Zentralbibliothek, 1993. {{ISBN|3-900490-03-1}

### Най-значими статии
- R. v. Mises, "Zur konstruktiven Infinitesimalgeometrie der ebenen Kurven," Zeitschrift für Mathematik und Physik, 52, 1905, pp. 44 – 85.
- R. v. Mises, "Zur Theorie der Regulatoren", Elektrotechnik und Maschinenbau 37, 1908, pp. 783 – 789.